# Malawi vasúti közlekedése
Malawi vasúthálózatának hossza 767 km, ami 1067 mm-es nyomtávolságú. Nemzeti vasúttársasága 1999-ig a Malawi Railways volt.

## Vasútvonalak
Kelet-nyugati irányú vasútvonal köti össze nyugaton Chipata (Zambia) állomást, ami keleti irányban Salima állomásig halad, majd a vonal déli irányba fordul, és délen Saronga városnál végződik. A vonal nincs villamosítva.
A fenti vonalat Nkaya állomásnál keresztezi kelet–nyugati irányban egy 2015-ben megnyílt vonal, amin elsősorban teherszállítást végeznek.

## Vasúti kapcsolata más országokkal
- Tanzánia - nincs, eltérő nyomtávolság: 1067 mm / 1000 mm
- Zambia - van, 2010-ben nyílt meg[2]
- Mozambik - nincs, elpusztult, felújítás szükséges